# Iglesia de Santa María (Deva)
La parroquia de Nuestra Señora de la Asunción más conocida como iglesia de Santa María la Real o simplemente iglesia de Santa María (en euskera: Andra Mari Eliza) es un templo católico situando en la localidad guipuzcoana de Deva en el País Vasco, España. 
Es un gran edificio gótico-renacentista que se comenzó a construir en el siglo XV finalizándose en el XVII. Está dotado de un claustro de planta cuadrangular con cuatro tramos, cubiertos por bóvedas de crucería, de estilo gótico y una magnífica portada policromada, muy bien conservada, también gótica. El interior, en planta de salón, está distribuido en tres naves de la misma altura cubiertas con bóvedas de crucería renacentistas realizadas por Juan Martínez de Arrona en el siglo XVI, en las que se abren, entre los contrafuertes cinco capillas. El campanario se alza sobre el pórtico que queda abierto en tres direcciones. 
La pieza más destacable del conjunto es la portada gótica del siglo XV policromada en 1682, magníficamente conservada, con cinco archivolta, una representación completa de los apóstoles y en el tímpano historias de la vida de la virgen. Es uno de los elementos más notable del arte gótico en el País Vasco.
En el interior destaca el Retablo Mayor de Nuestra Señora de la Asunción, de Bernabé Cordero en 1662 y armado por Pedro de Alloitiz en 1668. Los colaterales de Nuestra Señora del Rosario y de San Miguel de 1683 que son las últimas obras conocidas de Pedro de Alloitiz. La sacristía esta ricamente amueblada con cajonería barroca diseñada por el maestro Francisco de Ibero y desde antiguo ha destacado entre el resto de las del país.
La iglesia de Santa María Deva está declarada Bien de Interés Cultural (BIC) y fue incluida en el Tesoro Artístico Nacional mediante decreto de 3 de junio de 1931. Forma parte del intinerario del Camino de Santiago de la Costa.

## Historia
El 17 de junio de 1343, el rey Alfonso XI de Castilla autoriza el traslado de la villa de Monreal de Icíar, que había sido fundada el 24 de junio de 1294 por Sancho IV de Castilla en el alto de Icíar, a la ubicación al lado del mar que venían pidiendo los vecinos. La nueva villa sería nombrada como Monreal de Deva y se le otorgaba el fuero de Vitoria. Esta población debía de contar con un templo que diera el servicio religioso pertinente. Hay un documento de 1390 donde se decreta que las reuniones del concejo, que hasta entonces se celebraban en el arenal, pasaran a realizarse en la iglesia, dando testimonio documental de la existencia de un templo en esa época.

### La nueva iglesia

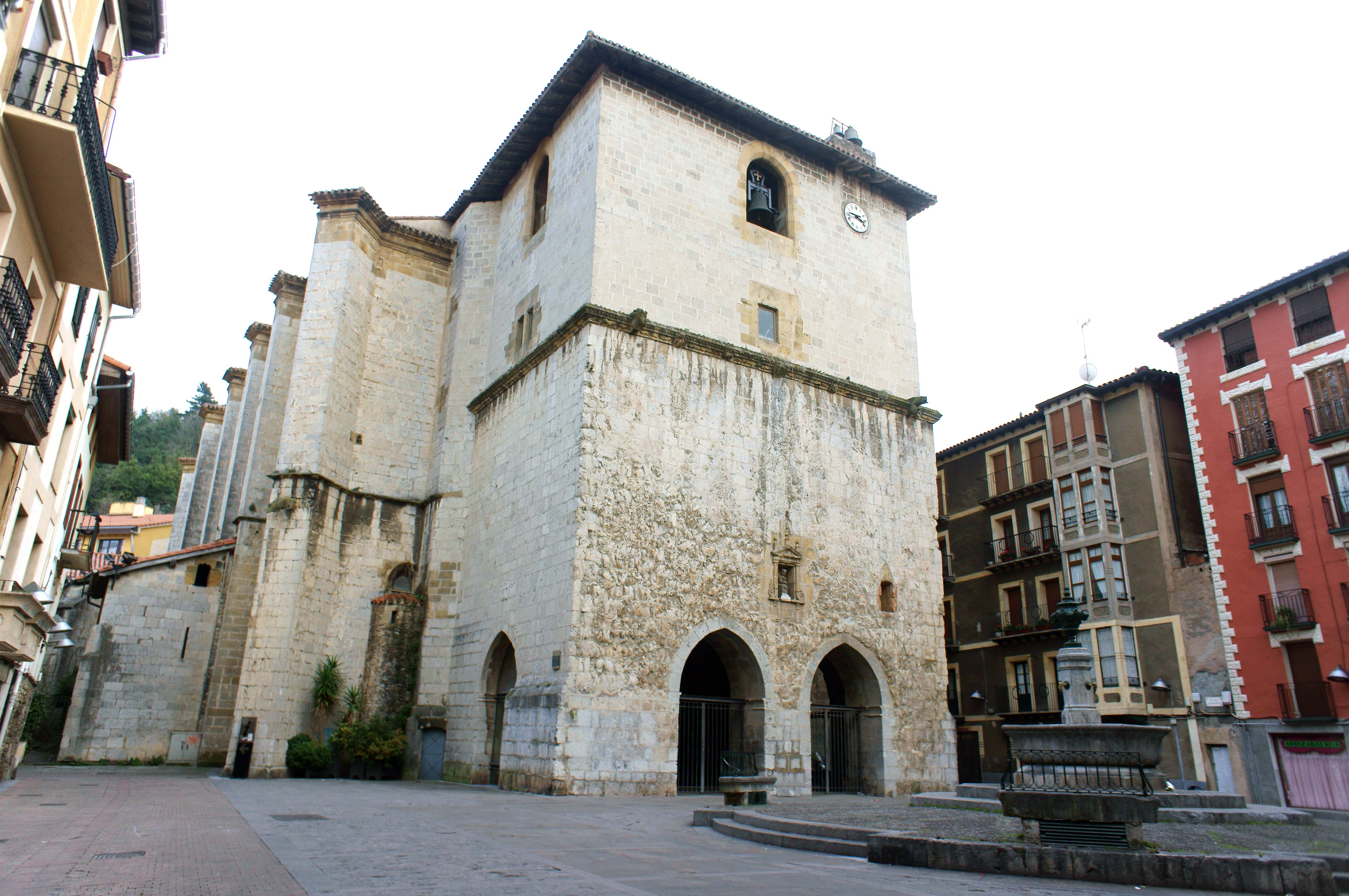
Vista de la fachada principal.

A mediados del siglo XV se inician las obras de un nuevo edificio sobre el antiguo templo impulsado por la bonaza económica derivada el comercio portuario, en especial del tráfico de lana de Castilla, exportada a Flandes, Inglaterra y otros países europeos y las expediciones pesquera y de caza de ballena. Es nuevo edificio sería de la misma anchura que el actual pero más corto, tenía la cabecera recta y constataba de tres naves, la central de mayor altura que las laterales, y cinco tramos cubiertos por bóveda de crucería. La nave central estaba recorrida por un triforio en toda su longitud. De aquella antigua construcción hoy en día se conservan algunos restos de la misma, un trozo del triforio sobre el coro, una gárgola que representa un jabalí en el exterior que se supone marcaría la altura de las naves laterales, la parte inferior del pórtico y restos de una espadaña en el interior del actual campanario. Posteriormente se añadieron las capillas laterales y se aumentó la altura de las naves laterales, luego, se realizó una ampliación, ya en estilo renacentista, y el claustro.
Sobre el pórtico se levantó una torre de tres plantas. La parte baja se realizó en 1490 el pórtico que sustituía a uno antiguo de madera, este nuevo pórtico estaba remarcado por una cornisa que marcaría su límite superior y sobre el que se alzaba la espadaña de dos niveles donde se ubicaban las campanas. La cornisa, visible actualmente en el exterior, es de estilo gótico de los Reyes Católicos o isabelino, está decorada con símbolos del evangelio, flores y bolas y en su centro figura el escudo de la villa. La espadaña se conserva embutida en el muro de la actual torre y es visible desde el interior de la misma aunque su remate es apreciable desde el exterior al sobrepasar la altura del tejado.
En 1580 se abre el la fachada principal, justo entre los dos arcos de acceso al pórtico, una hornacina donde se coloca una imagen de la virgen. En 1681 se levantan dos pisos más para ubicar las campanas, para ello se realiza una estructura de madera de grandes dimensiones. Se reutilizan las campanas existes entre las que destaca una fundida en 1542. Para acceder a estos nuevos espacios se crea un husillo y unas escaleras desde el coro, que queda contiguo a la torre.
En 1465 se construye la portada principal que se inspira en la de Santa María de los reyes de Laguardia en [[Álava]). La portada, de doble acceso en arco rebajado, se construyó en forma ojival con 5 arquivoltas y jambas abocinadas donde se ubican doce hornacinas, seis por cada lado, en las que hay imágenes que representan a los doce apóstoles, incluyendo a Pablo de Tarso, realizadas en tres periodos diferentes por tres autores distintos. Las esculturas del apóstol Pedro y Pablo fueron realizadas en 1490, mientras que el resto se hizo entre 1540 y 1590. Las arquivoltas están estructuradas en cinco conjuntos decorativos que tratan de ángeles músicos, vides, santas mujeres, hojas de acanto y santos y profetas. En el tímpano se representa escenas de la Infancia de Cristo y de la Glorificación de la Virgen, que según alguna hipótesis, pudiera estar relacionas con el escultor Joan Acha. Todo el conjunto fue policromado en 1682 por Diego de Zarate. En el parteluz del acceso se ha ubicado un Cristo Resucitado.
En 1490 se construyó la portada del lado de la epístola, que luego dio acceso al claustro, una portada de estilo gótico que consta de un gran arco ojival abocinado con tres arquivoltas.
Entre 1470 y 1510 se añadieron cinco capillas laterales a expensas de algunas familias relevantes de la época que las dedicaron a lugar de enterramiento de sus miembros.

### El claustro y el coro
En 1500 se inició la construcción del claustro anexo al lado sur del templo. Se trata de un patio cuadrado rodeado de sendas galerías. La primera etapa constructiva se realizó entre los años 1500 y 1520 y en ella se levantó la parte norte, contigua al templo, inspirado en el gótico isabelino se realizó con ventanales flamígeros y se cubrió con bóvedas de crucería con las claves talladas. En 1547 se levanta la segunda fase, en esta ocasión los ventanales se realizan en paneles de abeja y columnillas en claro estilo renacentista.
En 1580 se construye, sobre tres arcos rebajados y acceso por escaleras laterales, el coro, encargado a Joan Martínez de Arrona, que sustituyó a otro anterior de madera. Bajo él se habían construido en 1556 dos capillas circulares de estilo manierista cubiertas por sendas cúpulas de sillería que acabarían albergando la pila del bautismo y una imagen de San Roque, el patrón de la villa. 

### La ampliación renacentista

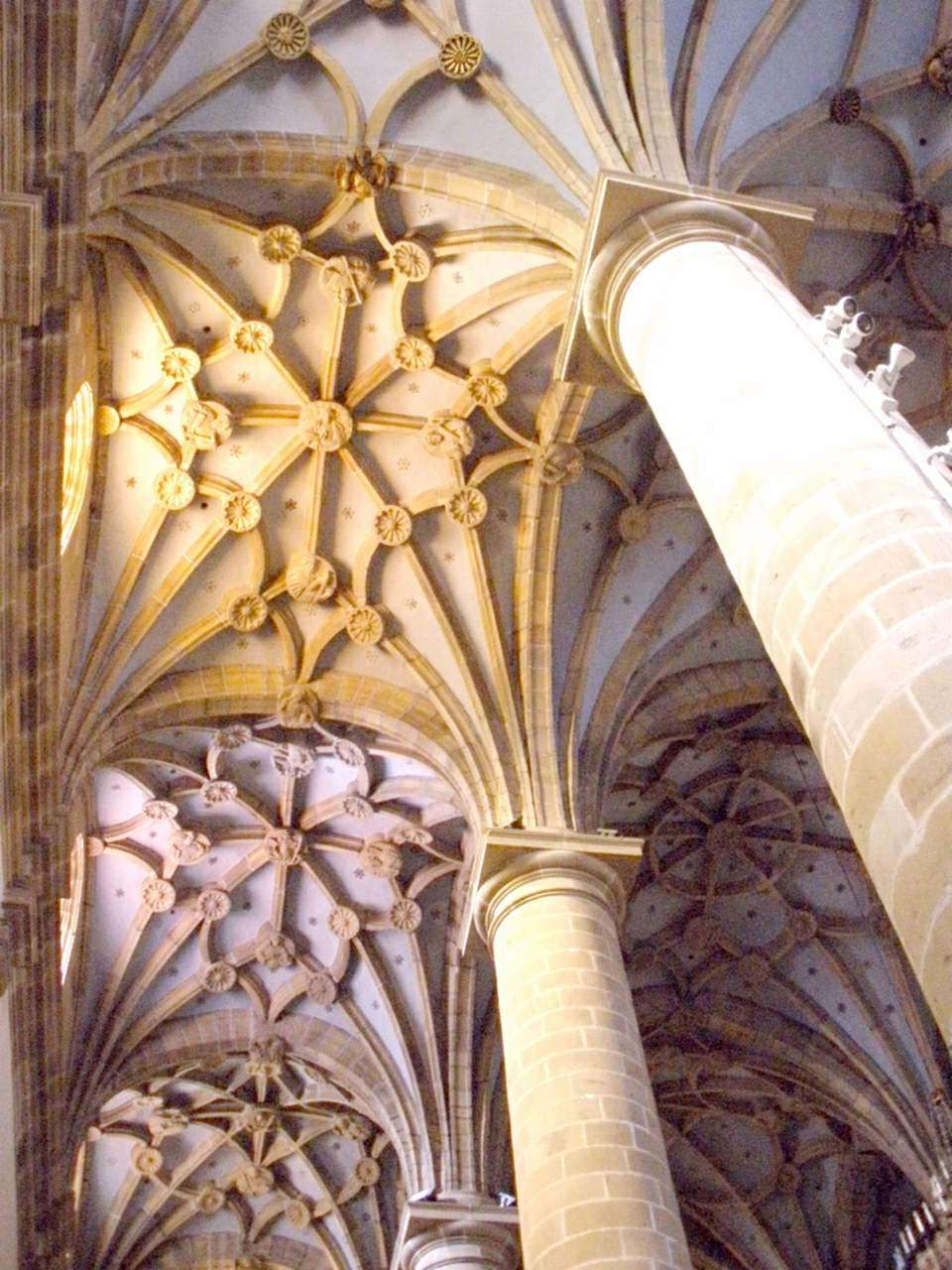
Columnas y bóvedas.

En 1574, el concejo de la villa decida llevar a cabo la ampliación del templo, en 1575 se concreta el proyecto de ampliación del templo realizado por Martín de Armendia que iniciaría las obra un año más tarde. Se alargarían las naves, se le dotaría de un ábside cubierto con bóveda de cañón y se construiría un nuevo presbiterio, a Armendia corresponde el uso de artesones para cubrir la capilla mayor y una bóveda de cañón reticulada en el corredor que une el presbiterio con el claustro. Las naves laterales se recrecían hasta la altura de la central y todo el espacio se cubría con bóvedas de crucería con las claves talladas con motivos de santos y de la biblia. 
La primera etapa la realizó Martín de Armendia y su primo Pedro de Mendiola que los sustituyó a su muerte, quien se encarga de la capilla mayor y crucero . esta etapa finalizó en 1580. La segunda, iniciada en 1607 y finalizada en 1629 previo proyecto de fray Miguel de Aramburu, estuvo a cargo de Juan Ortiz de Olaeta tras el fracaso de Fernando de Loidi y Joan de Arostegui se comprometieron a finalizarlas en 10 años. Las claves de la primera etapa estuvieron policromadas y la bóvedas fueron pintadas de azul con estrellas.
El retablo mayor está dedicado a Nuestra Señora de la Asunción, fue diseñado en 1662 por Bernabé Cordero y levantado en 1668 por Pedro de Alloitiz. La obra, de estilo barroco, representa escenas de la vida de la virgen y se complementa con imágenes de diferentes santos. El sagrario destaca por su decoración y volumetría. 
Pedro de Alloitiz también construyó los retablos laterales, todos ello barrocos, en 1683. Las imágenes son de Mateo de Aizpurua. Estos retablos están dedicados a Nuestra Señora del Rosario y a San Miguel, imágenes que ocupan el centro de los mismos.

### La nueva sacristía
En 1712 se encargó a Martín de Zaldua la construcción de la sacristía. Martín de Zaldua diseño en espacio rectangular cubierto con bóveda de cañón y se amuebló con una sillería rococó realizada en 1770 por Francisco de Ibero. La sillería consta de 24 escaños agrupados en sendos grupos de 12 escaños a cada lado, en el lado norte, se ubica un retablo para el altar. Sobre los asientos se disponen, de forma alternada, 10 espejos y 12 lienzos con imágenes de los apóstoles.

### El reloj, intervenciones y restauraciones
En 1871 se instala un reloj en el frontal de la torre. Fue diseñado por el bilbaíno Cándido Isasmendi. El 3 de junio de 1931 fue declarada Monumento histórico-artístico perteneciente al Tesoro Artístico Nacional.
en 1966 se realizan obras de emergencia de las bóvedas de la nave central del crucero. En 1975 se realiza un proyecto de restauración del claustro y la torre de la Iglesia por el arquitecto Fernando Chueca Goitia
Entre los años 1992 y 1998 se realiza una restauración integral del templo que incluye su puesta en valor, devolviendo la policromía a la portada gótica que había sido ocultada por la suciedad. En 2019 la Diputación Foral de Guipúzcoa encarga a la empresa PETRA un estudio del estado de la portada que culmina con una intervención en 2022 en la que se realizan trabajos de fijación de policromía, consolidación de morteros, cierre de grietas e intervención en las puertas.

### El órgano y la imagen de Santiago en la hornacina vacía de la fachada principal
En 2008 se decide dotar a la iglesia de un nuevo órgano, este es construido en los talleres catalanes de Gerhard Grenzing e instalado en el año 2009 en el lado del evangelio del coro.
El 24 de julio de 2017 se colocó en la hornacina lateral de la fachada principal de la iglesia, una imagen de Santiago peregrino, también llamado Santiago el Mayor, obra del escultor Mikel Campo Argote que talló un bloque de piedra "gris de Deva" en su variedad "gris perla" procedente de la cantera de Antzondo. La imagen mide 86 cm de alto por 35 cm de ancho y 35 cm de fondo y tiene un peso de unos 230 kilos.

## Descripción
El templo de Santa María de Deva es un gran edificio de planta rectangular realizado sillería de piedra caliza con remates de arenisca, añadido a él está el claustro y una serie de cinco capillas que se abren entre los contrafuertes de los muros. Sobre el pórtico de la entrada principal se alza un robusto torreón de caliza que alberga las campanas.
El interior, un amplio espacio típico de las iglesias salón con unas medidas de 37 metros de ancho por 32 de largo, tiene tres amplias naves de la misma altura divididas en cinco tramos, más largo el más cercano al ábside, por cuatro juegos de columnas (dos hilera de a cuatro). Las columnas son de fuste recto apoyados en basas áticas y coronados por capiteles de estilo dórico-toscano, donde apoyan las nervuras de las bóvedas de crucería estrellada con claves labradas, y en algún caso policromadas, representando figuras religiosas y geométricas, todo ello en un estilo renacentista. En la pared sur se abren un serie de ventanales con vidrieras emplomadas, obra de Simón Berasaluce, con motivos laborales y religiosos. De la bóveda de la nave central cuelga un ex-voto datado en el siglo XVIII aunque no se sabe desde cuando está colgado. Fue restaurado en 1995. Se trata de un velero tipo fragata tamaño medio, de tres palos y cuatro velas, por mástil de unos 0,85 x 0,90 m. de eslora.
El ábside es recto y está ocupado por el retablo del altar mayor, netamente barroco, dedicado a la virgen. A ambos lados del mismo hay sendos retablos menores, también barrocos, dedicados, el del lado del evangelio a Nuestra Señora del Rosario y el del lado de la epístola a San Miguel Arcángel.
A los pies de la nave se alza, sobre tres arcos rebajados sostenidos por dos columnas, el coro. Este tiene un doble acceso mediante escaleras a cada lado, sobre él se puede ver un resto del triforio, que se retiró del resto de las paredes en la reforma del siglo XVI. En el lado del evangelio del coro se monto en 2009 el órgano. En el coro bajo, a los lados de las puertas de acceso, hay sendas capillas circulares que se han dedicado, la del lado de la epístola a baptisterio y la del lado del evangelio a la virgen de Icíar.
Junto a las capillas, destinadas en origen funciones funerarias, se encuentra un espacio rectangular denominado "sacristía vieja" y otro que comunica con el claustro. Al otro lado del altar, la sacristía barroca del siglo XVIII ricamente amueblada.
Las vidrieras, todas ellas realizadas en el siglo XX, son obra del maestro local Simón Berasaluze en ellas se tratan temas relacionados con los oficios y la religión.

### Portada
La portada, muy protegida por el pórtico de piedra bajo la torre campanil, fue construida en 1465 y policromada en 1682. Es la pieza más destacable de todo el conjunto y un de los elementos más relevantes del gótico en el País Vasco. Aunque no se tiene certeza de quien fue su autor, se cree que está relacionada con el escultor Joan Acha, autor de obras similares como la de la iglesia de Olaso en Elgoibar (de la que aún se pude ver su portada reutilizada como entrada al cementerio) o la de Santa María de los Reyes de Laguardia en Álava. Se aprecian dos partes diferenciadas con facturas muy diferentes, el conjunto de apóstoles está trabajado por un taller muy cualificado mientras que el resto es de elaboración menos cuidada. El arcaísmo que se puede observar en estas factura ha dado pie a la hipótesis de que pudiera haber sido realizada en el siglo XIV.
Sobre un acceso de doble puerta, se alza, apoyado en el parteluz, un tímpano partido en tres niveles donde se cuentan historias relacionadas con la virgen girando el motivo principal del conjunto en dos ciclos marianos; el de la Natividad de Jesús y el de la Exaltación de María. El conjunto de las puertas y el tímpano está rodeado por cinco archivoltas y seis jambas en las que se ubican las imágenes de los apóstoles de Cristo. En el lado izquierdo están San Pedro, San Andrés, Santiago, San Juan, Santo Tomás y Santiago el Menor y en el derecho San Pablo, San Felipe, San Bartolomé, San Mateo, San Simón y San Judas Tadeo, se ha sustituido a Judas Iscariote, el que entrego a Cristo, por Pablo de Tarso que en rigor no fue apóstol de Cristo. Se cree que las esculturas de Pedro y Pablo fueron realizadas en 1490, mientras que el resto se hizo en 1540 y 1590, por un escultor diferente. 
El mariel, trabajado de una forma menos cuidada, tiene una gran expresividad e interesante iconografía, en él se puede ver a Cristo resucitado llevando la cruz. En las arquivoltas se ubican figuras de ángeles, santos y profetas en las impares, hay 36 figuras (38 según otras fuentes), y motivos vegetales, hojas de acanto y vides, y geométricos en las pares, separadas por pequeños doseles. 
El tímpano, muy interesante por su iconografía, recoge en sus tres niveles horizontales las escenas de, en el inferior, el Ciclo de la Natividad donde se expone, de izquierda a derecha, pasajes de la Anunciación, la Visitación, el Nacimiento de Jesús y la Adoración de los Reyes Magos. En el nivel medio se exponen tres temas, a los lados la Dormición de la Virgen, a al izquierda los apóstoles por el aire visitando a la virgen (iconografía proveniente de los evangelios apócrifos y el centro está dedicado a la Asunción de la Virgen dentro de una mandorla, rodeada por tres ángeles y Santo Tomás. El nivel superior, aprovechando el ángulo del arco, está dedicado a la Coronación de la Virgen en donde se la representa sentada en su trono rodeada por el Padre y el Hijo en el momento en que un ángel le coloca la corona, la escena está completada con ángeles, dos de ellos con laudes.
En el parteluz se ha ubicado un Cristo Resucitado o Victorioso. Todo el conjunto fue policromado en 1682 por Diego de Zarate.

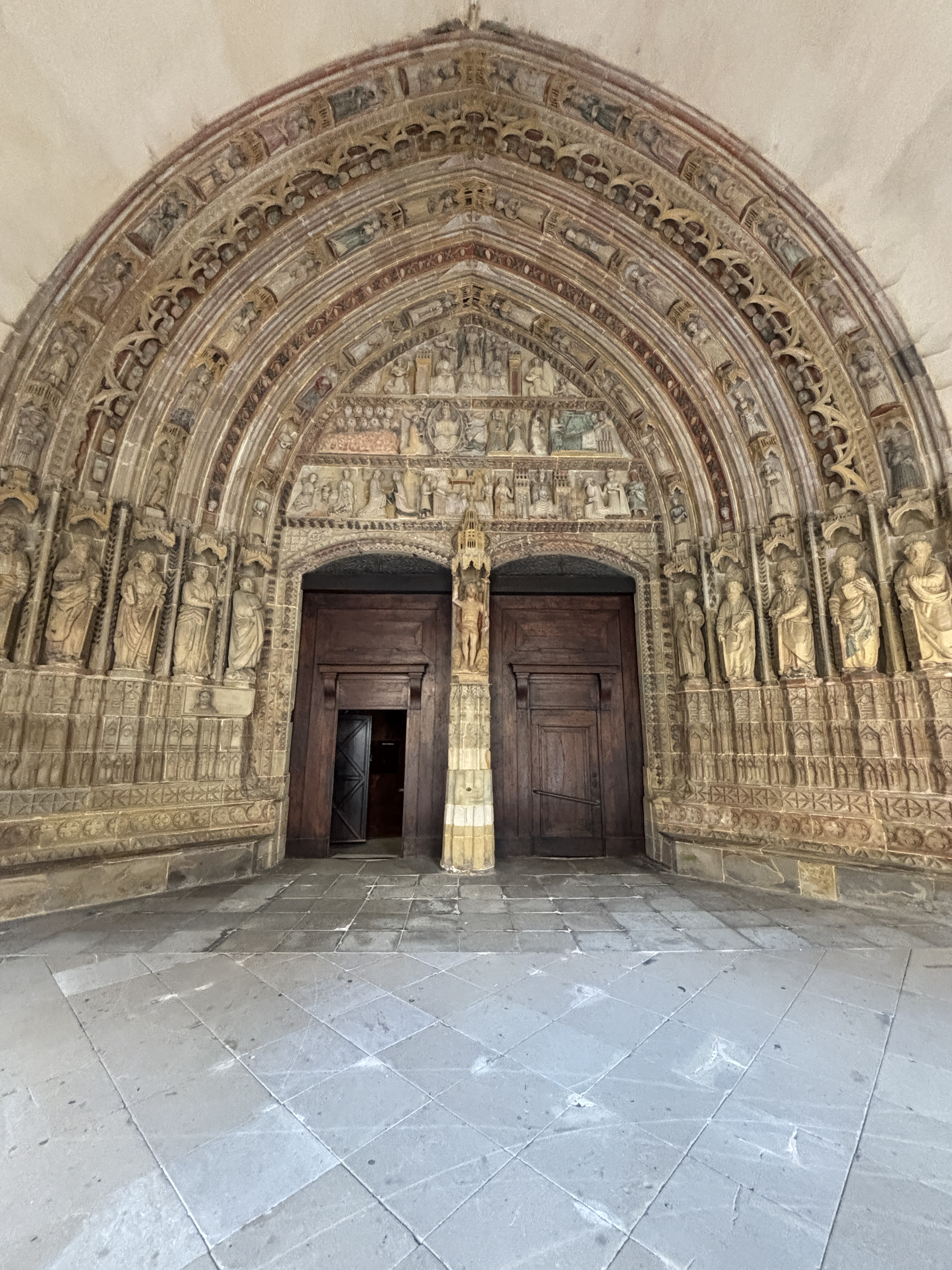
Portada vista general
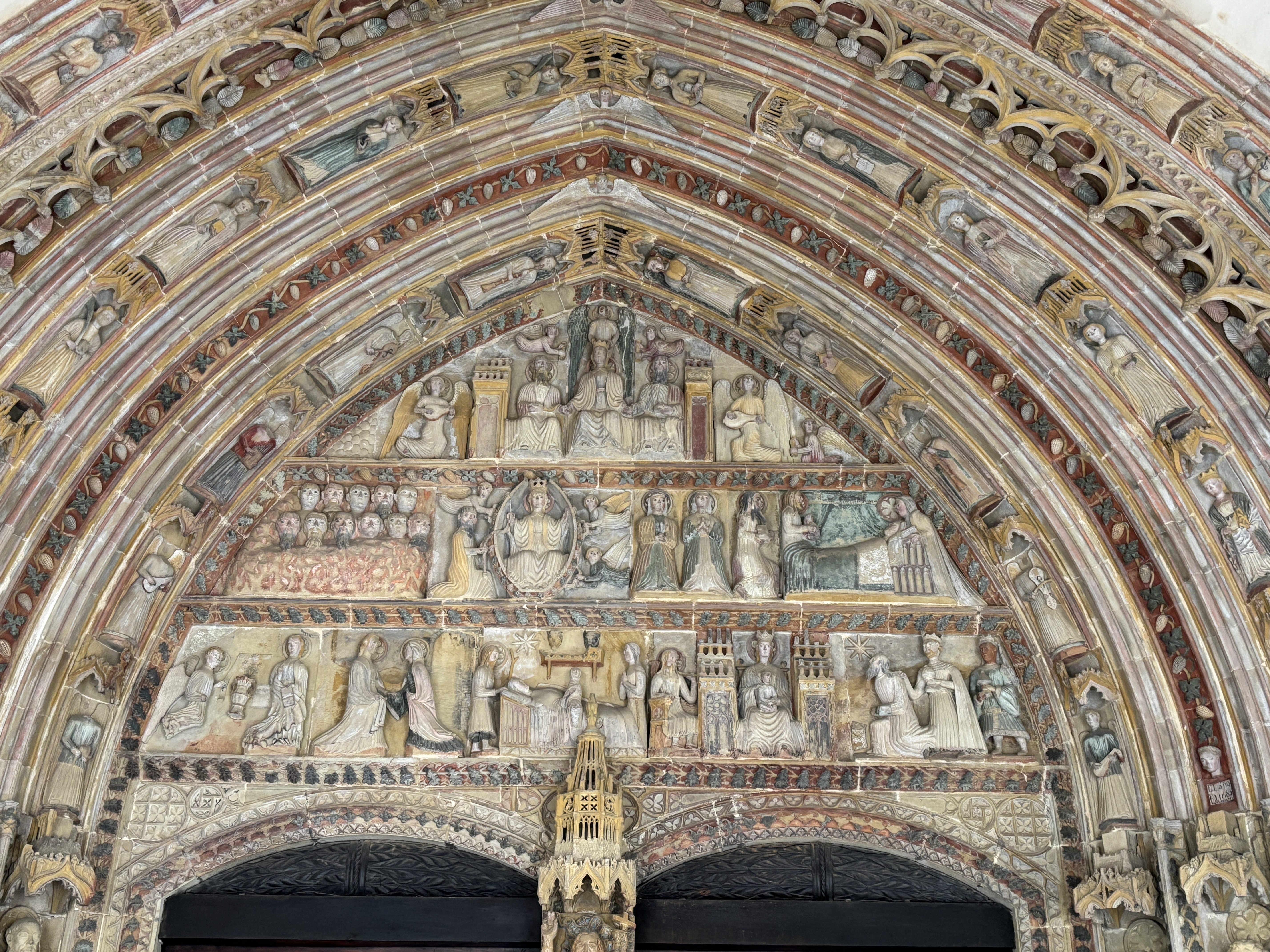
Tímpano
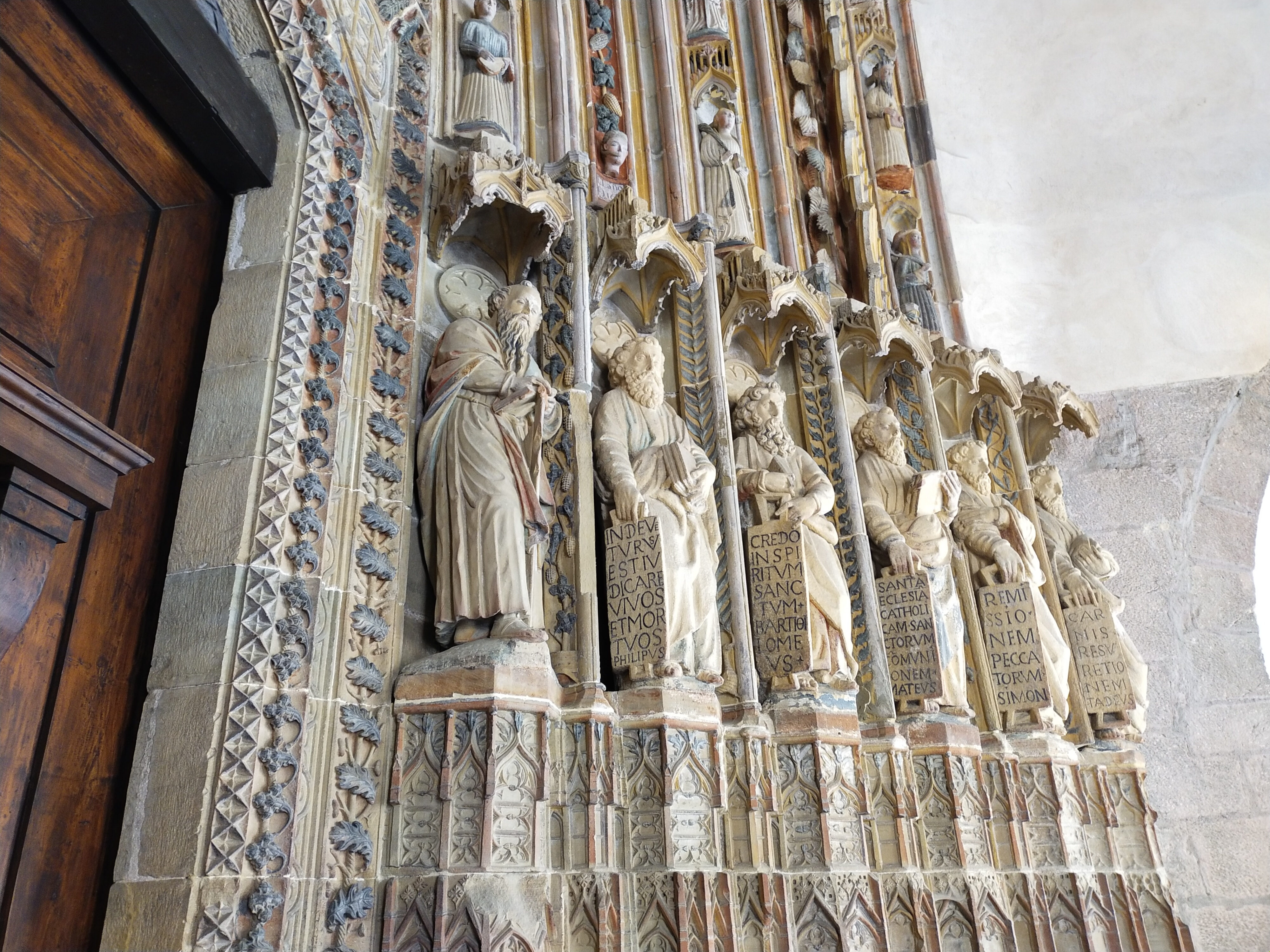
Lado del evangelio
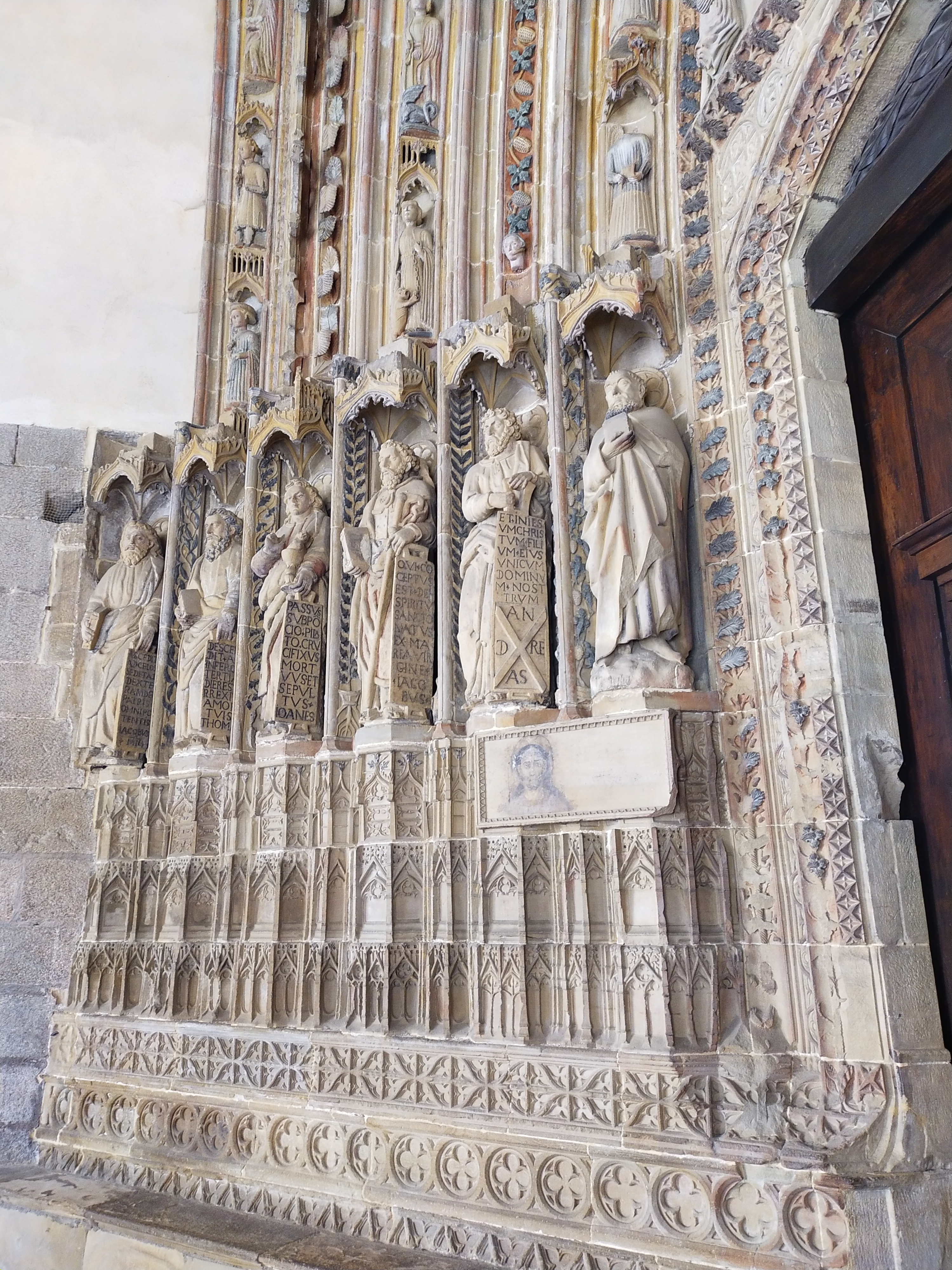
Lado de la epístola

### Claustro

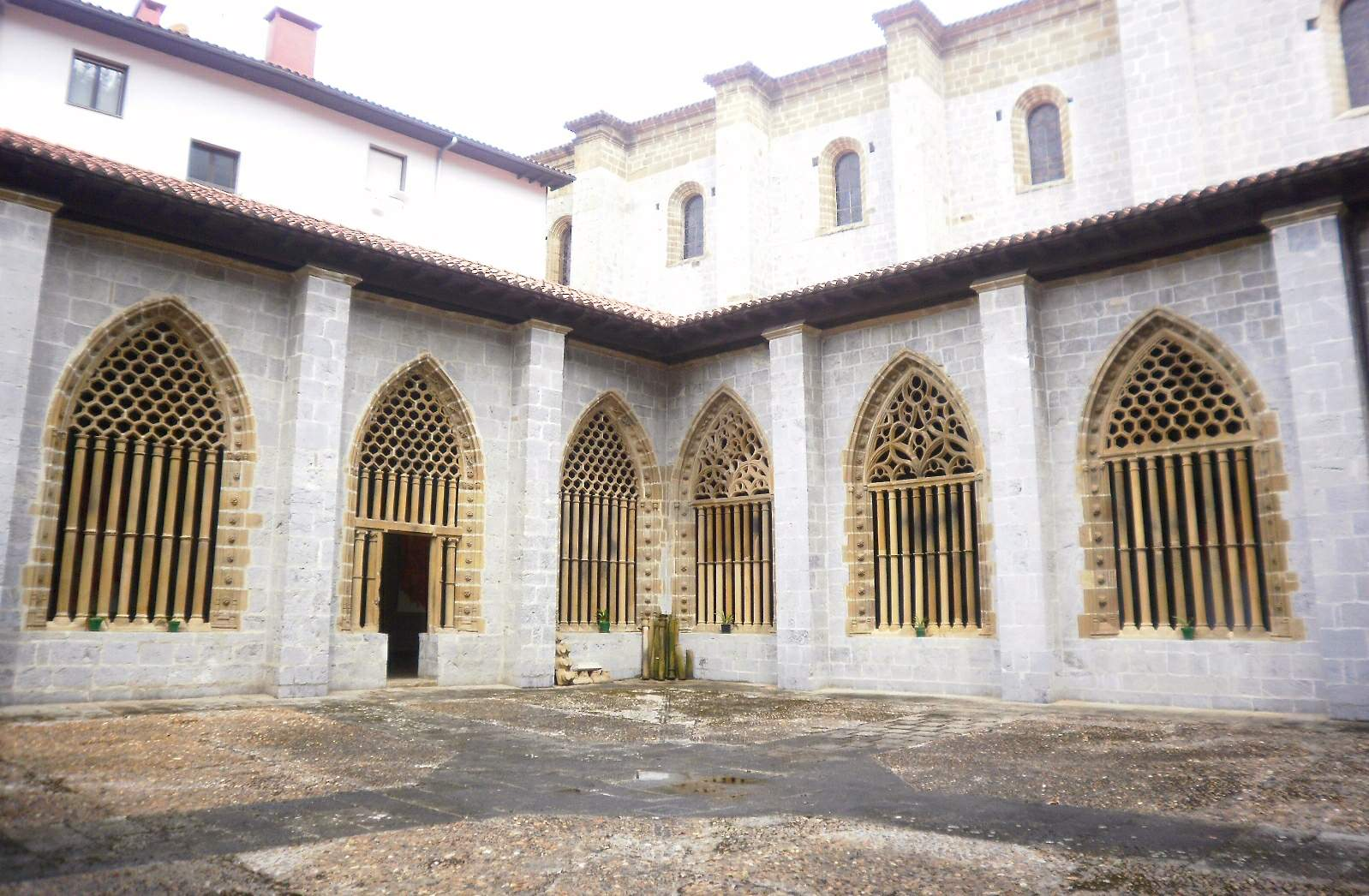
Claustro

Entorno al año 1500 se comenzaron las obras del claustro adosado en el lado de la epístola del templo, ligeramente desviado del eje central del mismo por la mediatización que supuso la existencia de la capilla de los Sasiola. 
Se trata de una estructura cuadrada en cuyo centro se ubica un patio el cual está rodeado por cuatro corredores ojivales abovedados de una sola planta que presentan capillas y hornacinas. La relación del tamaño del patio central con la totalidad del conjunto se corresponde a la proporción áurea. En los corredores se abren 16 vanos, cuatro por corredor, dando acceso uno de ellos, el situado en el pasillo oeste, al patio. Los ventanales están cerrados por una celosía pequeñas columnas sobre las que se apoyan claraboyas de tracería, todo ello realizado en piedra arenisca. 
La construcción se realizó en dos periodos temporales diferentes, el lado más cercano a la iglesia se inició sobre el año 1500 y se paró en 1520. Los tres ventanales de esta parte son de tracerías flamígeras y las bóvedas de crucería con claves decoradas. Los terceletes romboides de la galería oriental y la ornamentación de las nacelas de los arcos, que recuerdan a las realizadas por Juan Guas, dan pie a la hipótesis que la dirección de esta obra fuera realizada por algún cantero formado en el taller de Guas. En 1547 se retoman las obras con un nuevo modelo de tracería en los ventanales. Domingo de Gainza sería el encargado de la construcción y realizó los trece ventanales restantes en un claro estilo renacentista, donde la tracería se realiza mediante figuras hexagonales simulando panales de abeja . 
Pare el acceso al claustro se aprovecho el acceso al templo de la parte sur abierto en 1490. Una portada gótica estructurada con un gran arco ojival abocinado con tres arquivoltas.

### Capillas
Las cinco capillas, seis contando la antigua sacristía, que se abren entre los contrafuertes del muro fueron construidas por las familias enriquecidas por el comercio del puerto de la época. Fueron construidas entra 1470 y 1510. Estas capillas son:

#### Al lado de la epístola
- Capilla de los Aguirre

También llamada de San Pedro, de planta cuadrada cubierta con una bóveda de crucería que tiene las claves talladas. El sarcófago se ubica en un arcosolio y tiene una talla de la Anunciación también de estilo gótico. En una de las paredes se levanta un retablo barroco (en otras fuentes dicen que neoclásico) en honor de San Pedro ubicado en el lugar en 1660 y realizado  Narciso Arrúe.
- Capilla de los Sasiola

También denominada de San Antón. Fue construida hacia 1480 y cubierta por bóveda de crucería, tiene un acceso en arco ojival. En el interior destaca el sarcófago de piedra tallado en sus cuatro lados del siglo XV y un retablo neogótico de 1500 que contiene un tríptico flamenco que representa la Pasión de Cristo realizado a mediados del siglo XVI sobre una tela de brocado flamenco de finales del siglo XV.
- Capilla del Santo Sepulcro

Llamada "sacristía vieja" ,un espacio de planta cuadrada cubierto por bóvedas de terceletes y con nichos para los ornamentos religiosos.
Fue la antigua sacristía. Utilizada como museo parroquial, en la que destaca entre otros, un Cristo yacente del último tercio del siglo XVII.

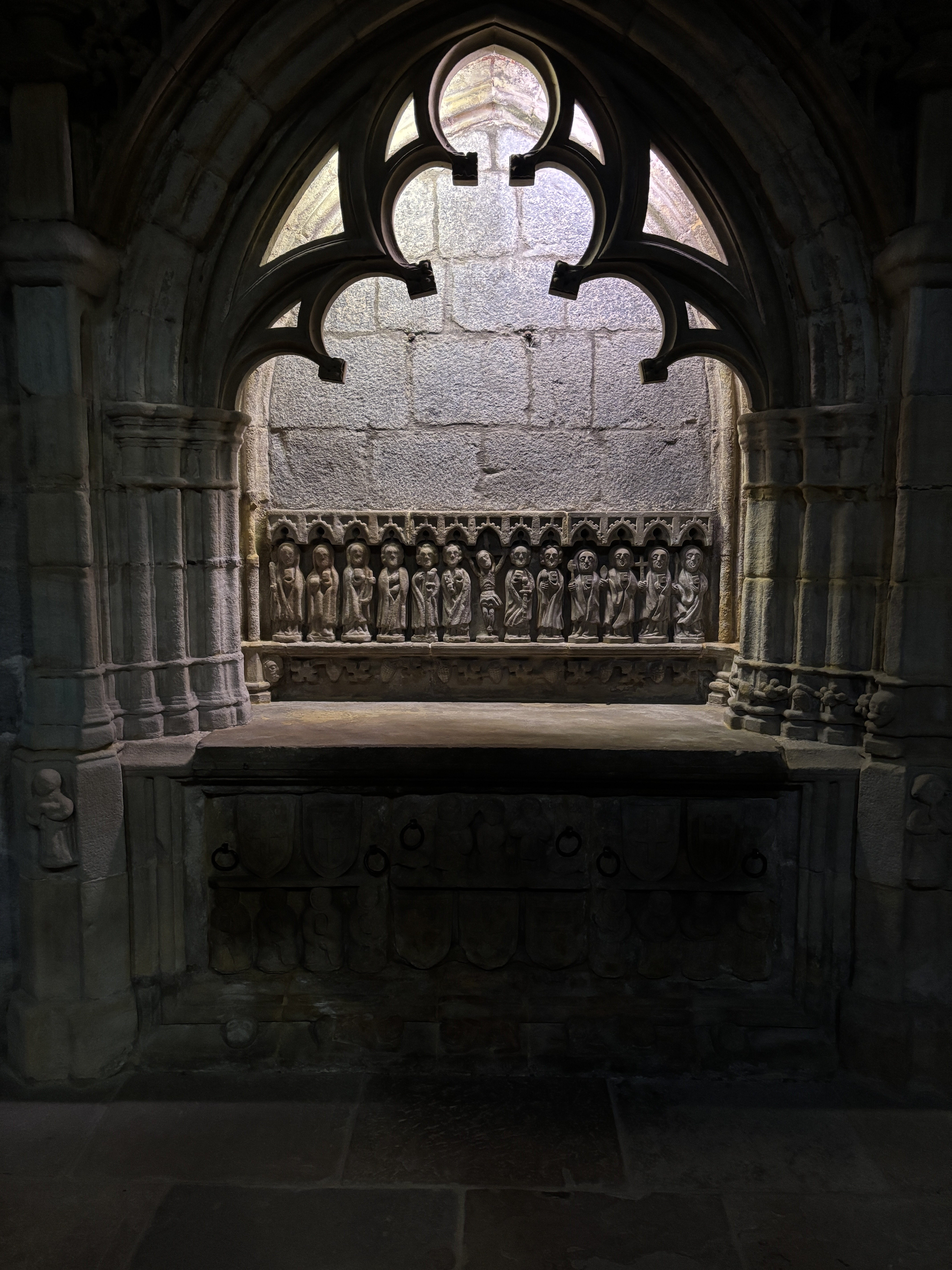
Capilla de los Zubelzu
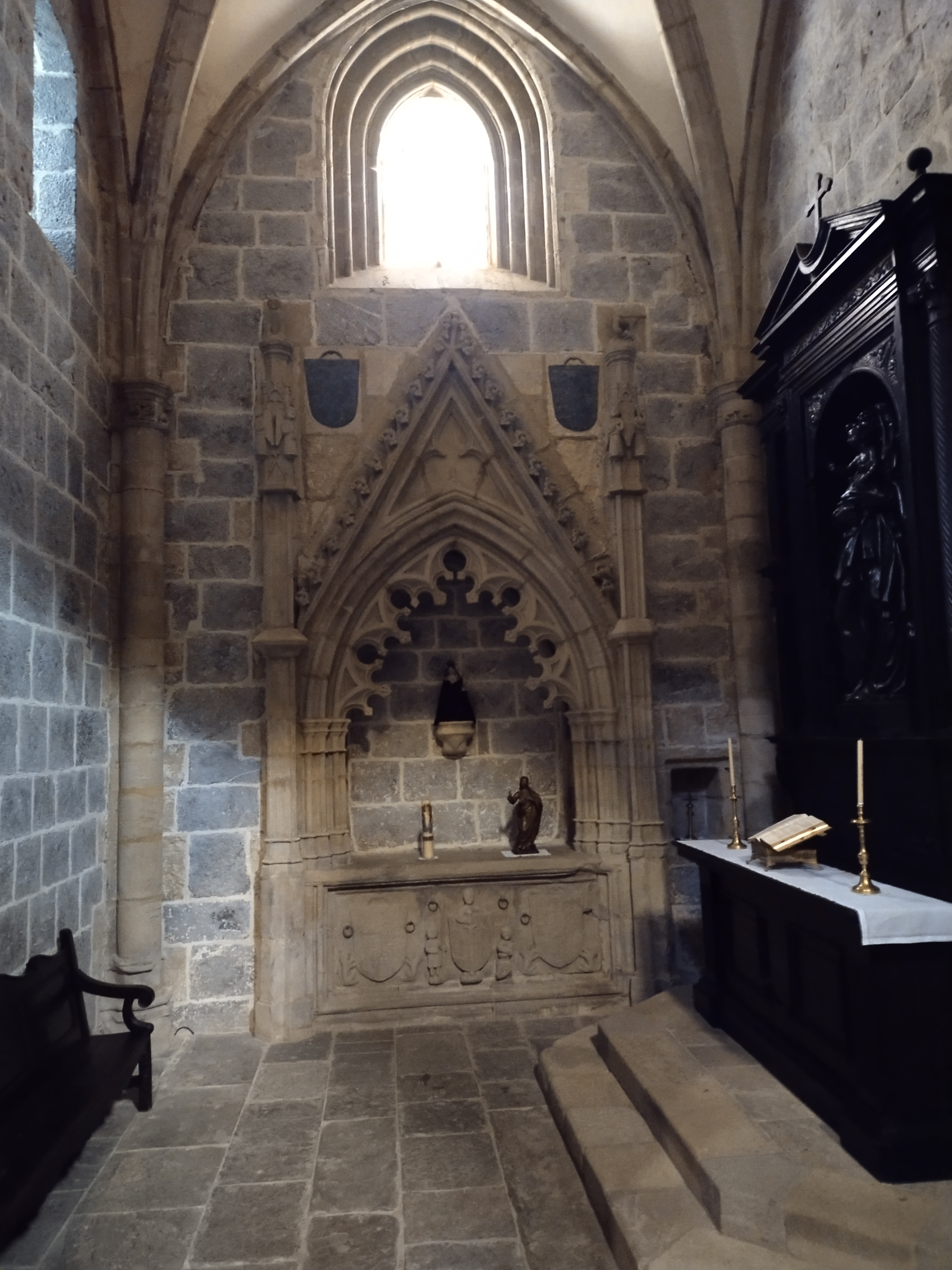
Capilla de los Aguirre
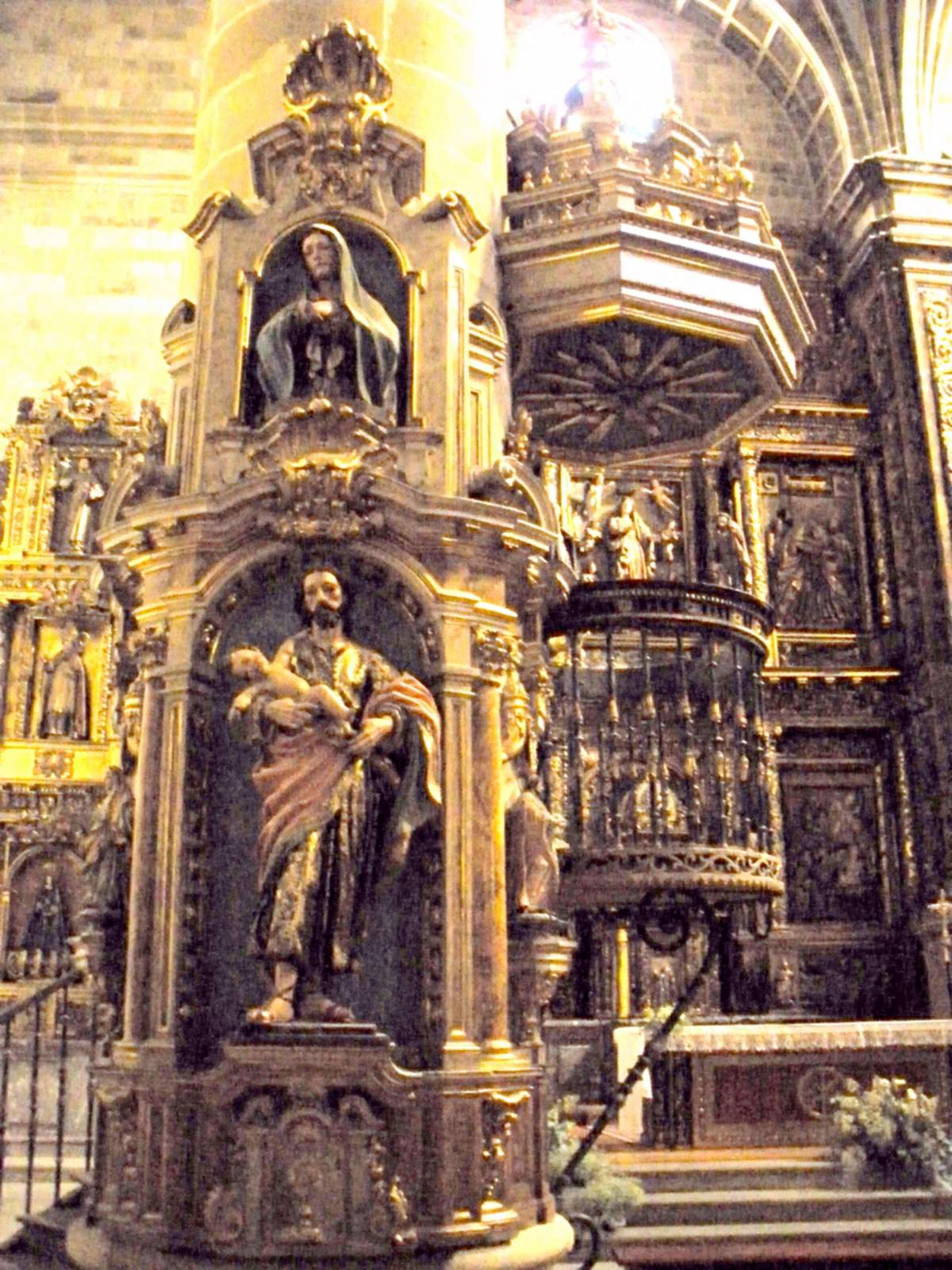
Vista de los retablos del lado de la epístola.
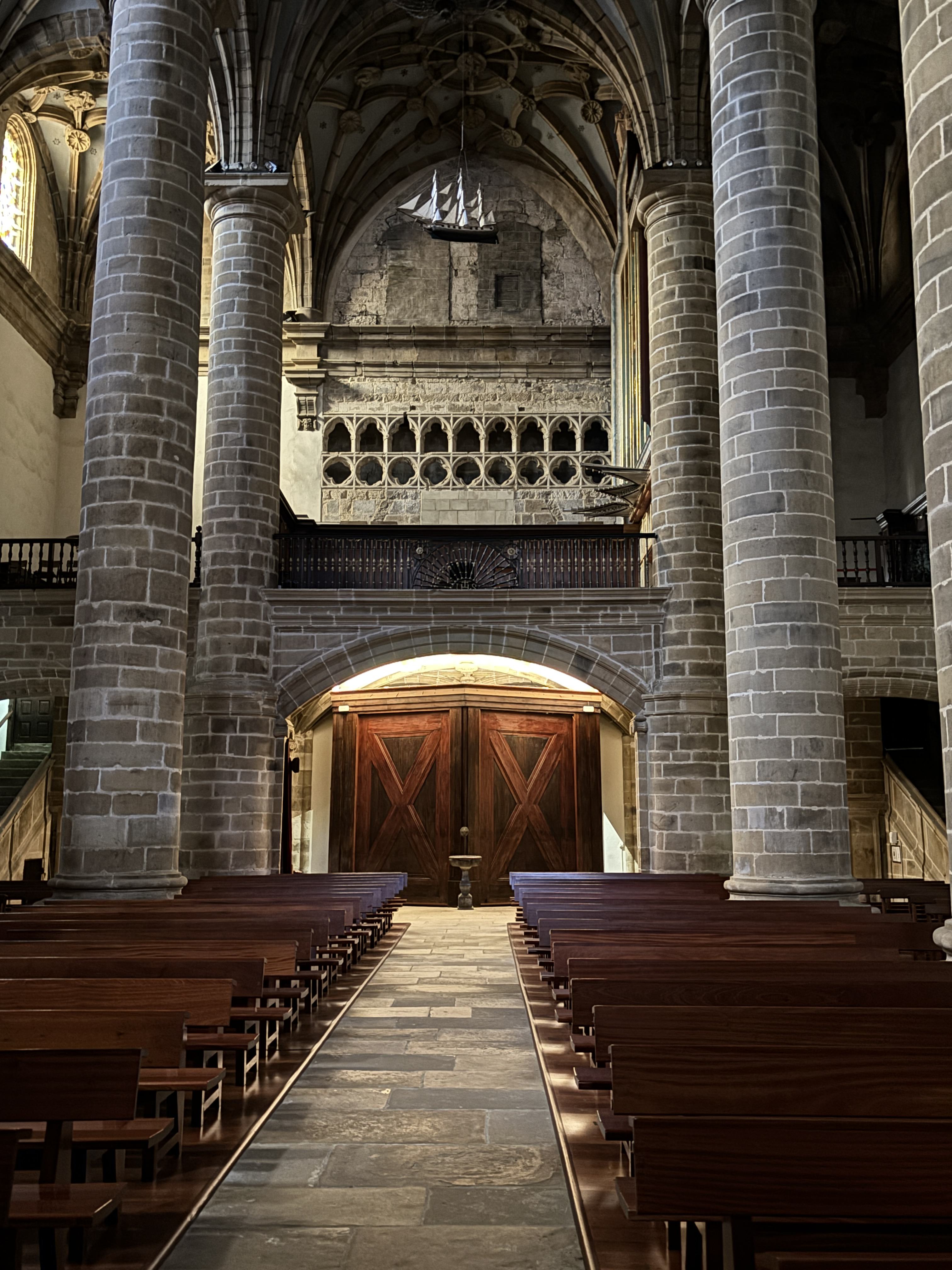
Vista de la nave central, coro, exvoto y triforio.

#### Al lado de la evangelio
- Capilla de los Irarrazabal

También llamada de San Pedro o de la Misericordia, construida sobre el año 1470, es un espacio de planta cuadrangular cubierto por una bóveda de crucería que alberga un sepulcro de piedra tallada realizado sobre 1585, a su lado un retablo dedicado a la Misericordia construido en el año 1606 por Joanes de Arbiza donde hay una figura de estilo romanista y de buena factura de la la Virgen con el niño.
- Capilla de los Zubelzu

También llamada de San Juan Bautista o de la Hilandera por las vidrieras que narran la leyenda popular debatarra de La Hilandera, mito romántico del cual son protagonistas Andra Madalen y su hija Katalintxu, pertenecientes al linaje Zubelzu. Esta capilla fue realizada sobre 1490 es un espacio rectangular cubierto con bóveda de crucería con una tumba adosada a la pared del fondo en un arcosolio el cual está decorado con con un relieve de la Crucifixión de Jesús y los doce apóstoles netamente gótico. El sarcófago está decorado con escenas de la vida de Cristo. Esta capilla está considerada como una de las muestras más bellas del arte gótico en el País Vasco.
- Capilla de los Andonaegi

También conocida como de San Miguel o de Santo Domingo. Construida sobre 1515 es de planta cuadrada y cubierta en bóveda de crucería. El sarcófago está decorado con tracerías góticas y ubicado en un arcosolio. Junto a él se levanta un retablo dedicado a san Antonio hecho en 1660 (en otras fuentes dicen que está dedicado a San Diego de Alcalá ) que estuvo antes en el convento de San Francisco de Sasiola.

### Los retablos

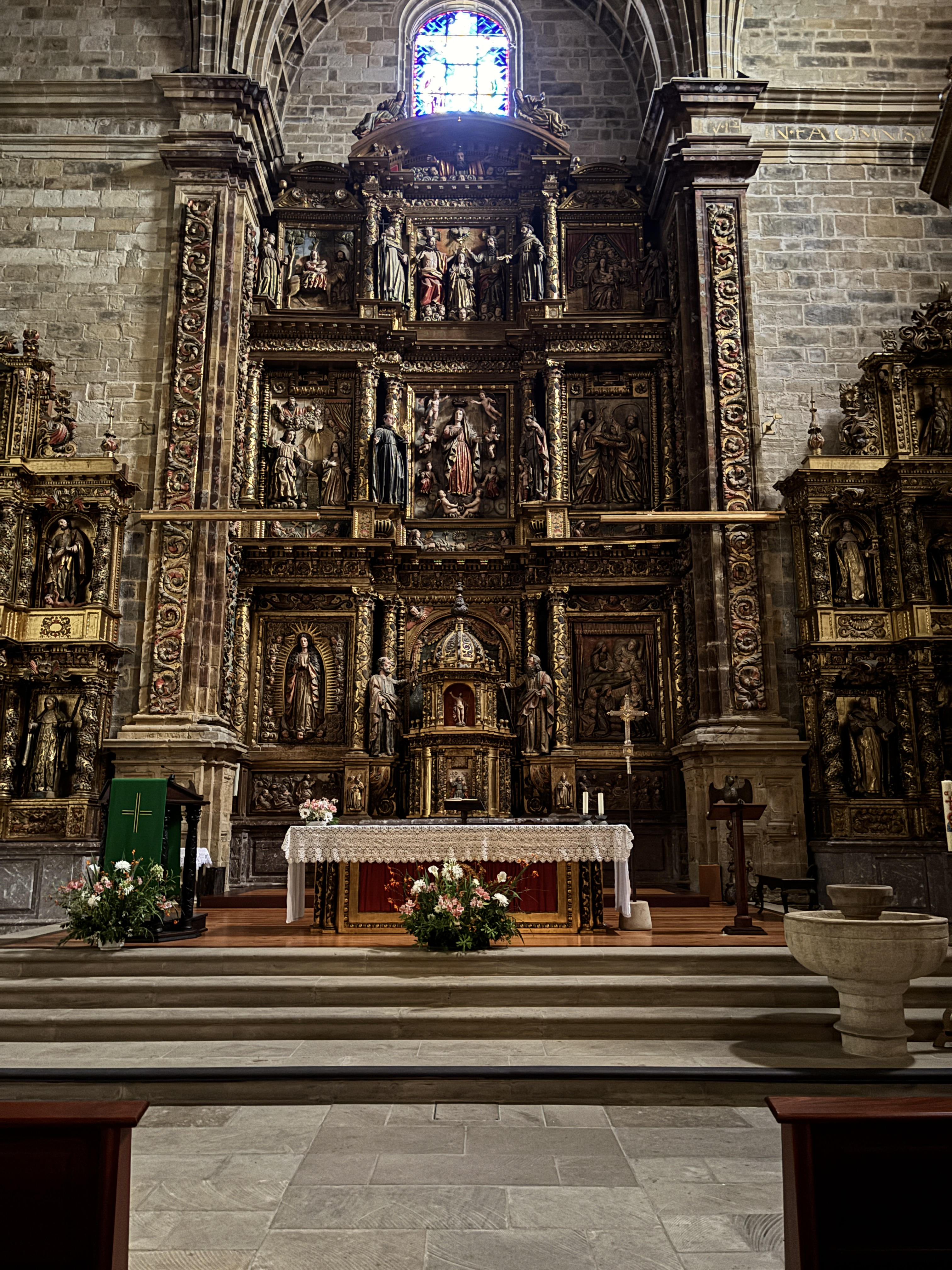
Retablo del altar mayor.

Encajado en el ábside recto del templo se halla el retablo mayor diseñado en 1662 por Bernabé Cordero y comenzado a construir un año después por  Pedro de Alloitiz con esculturas de José de Palacios. La obra finalizó  en 1671 y se encargó la policromía y dorados a Miguel de Brevilla y Apallua en 1678.
El conjunto, de estilo renacentista con elementos decorativos barrocos, está estructurado en banco, dos cuerpos de tres calles y ático, que al tener relieves laterales viene a ser un cuerpo más. Es de estilo barroco y usa columnas compuestas emparradas para realizar la separación de las calles. 
A ambos lados del banco se se representan la Oración en el huerto de Getsemaní y la Última Cena. A un lado del primer cuerpo hay un relieve de la Inmaculada rodeada de una banda de rayos y al otro la Natividad de María. El segundo cuerpo tiene las representaciones de la Anunciación, la Asunción y la Visitación y el tercer cuerpo está dedicado a la Huida a Egipto, la Coronación de la Virgen y la Virgen sedente presentando al Niño. En las separación de las calles se ubican imágenes de  San Pedro y San Pablo, San Ignacio y San Roque, y Santo Domingo y San Francisco.
A los lados del retablo mayor se ubican sendos retablos realizados por Pedro de Alloitiz y Mateo de Azpiazu entre 1683 y 1686. Esto retablos están estructurados en dos cuerpos de tres calles y remate soportado por columnas salomónicas de orden compuesto. El de Nuestra Señora del Rosario al lado del evangelio  que está conformado por la imagen de esta  virgen como elemento central y a sus lados las de Santa Rosa de Lima y Santa Rita de Norcia, sobre ellas, en el segundo cuerpo, las imágenes de  San Juan Bautista, San Agustín y San Bartolomé culminando con San Antonio de Padua en el ático. En el otro lado, el de la epístola, está  dedicado a San Miguel Arcángel, a sus lados están las imágenes de San Buenaventura y Santa Teresa de Ávila, sobre ellas, en el segundo cuerpo,  Santa Catalina, Santo Tomás, y culmina en el ático con  Santa Isabel Reina.
En las columnas delanteras se ubican los pequeños retablos, que complementan los púlpitos que se alzan sobre ellos, se trata de los retablos dedicados a  San José y San Roque realizados por Ignacio de Ibero en 1749 y 1750.

### Sacristía
La sacristía barroca fue diseñada en 1712 por Martín de Zaldua, construida entre 1713 y 1714 por Lázaro de Lizardi y amueblada por Francisco de Ibero en 1770. Se trata de un gran espacio rectangular, pensado para dar servicio a un nutrido cabildo parroquial de 16 sacerdotes, cubierto por bóveda de crucería que alberga una imponente sillería de madera de estilo rococó de 24 escaños agrupados en sendos grupos de 12 escaños a cada lado, en el lado norte, se ubica un retablo para el altar. Sobre los asientos se disponen, de forma alternada, 10 espejos y 12 lienzos con imágenes de los apóstoles.

### El órgano
En la separación de naves del lado izquierdo del coro se alza un órgano construido en 2009 por la empresa catalana Gerhard Grenzing. Su diseño exterior está inspirado en ornamentación de la capilla de los Sasiola. El instrumento consta de cuatro cuerpos, tres manuales y pedal en los que se desarrolla tres familias en los teclados: aflautados, nazardos y lengüetas que completan el rico esquema sonoro de los grandes órganos de tradición ibérica. 
El diseño exterior del instrumento se cuido para que se integrara de una forma discreta dada su importante envergadura y la obligación de no limitar la observación de elementos como el triforio gótico. La construcción del instrumento se ha basado en la investigación y desarrollo de nuevas técnicas y materiales que han permitido mecánicas ligeras, precisas y fiables que cumplen con una sonoridad caracterizada por el ataque suave, rápido y limpio de cada uno de los caños, el brillo y color en el sonido de los órganos ibéricos.

#### Disposición  y detalles técnicos
Órgano Mayor I
- 11	Flautado Mayor		16
- 12	Flautado	8
- 13	Flauta de Chimenea		8
- 14	Octava	4
- 15	Flauta Dulce		4
- 16	Docena Nazarda		2 2/3
- 17	Quincena		2
- 18	Lleno	IV	IV
- 19	Címbala	 III	III
- 20	Corneta Real (Tiples)		VI
- 21	Trompeta Real		8
- 22	Clarín de 6’1/2		4

Batalla	II
- 38	Violón		8
- 39	Tapadillo		4
- 40	Quincena		II
- 41	Trompeta Batalla (Bajos)		8
- 42	Trompeta Batalla (Tiples)	8
- 43	Bajoncillo (Bajos)		4
- 44	Trompeta  Magna (Tiples)	16

Cadereta Expresiva	III
- 26	Flautado Violón	8
- 27	Flauta Travesera		8
- 28	Octava	4
- 29	Tapadillo	4
- 30	Docena Nazarda	2 2/3
- 31	Quincena Nazarda		2
- 32	Nazardo 17ª	1 3/5
- 33	Lleno	III-IV	III-IV
- 34	Fagot	16
- 35	Trompeta	8
- 36	Oboe	8
- 37	Temblante

Pedal
- 1	Contras de 26	16
- 2	Contras tapadas de 26		16′
- 3	Contras de 13		8
- 4	Contras tapadas de 13	B	8
- 5	Contras en Octava		4
- 6	Bombarda	16
- 7	Trompeta		8

Juguetes
Tambor y Timbal
- 45	Gaita
- 46	Cascabeles
- 47	Pajaros
- 48	Rueda de Campanas

Acoplamientos
- 8	I-P
- 9	II-P
- 10	III-P
- 23	II-I
- 24	III-I
- 25	III 16′-I

Detalles técnicos

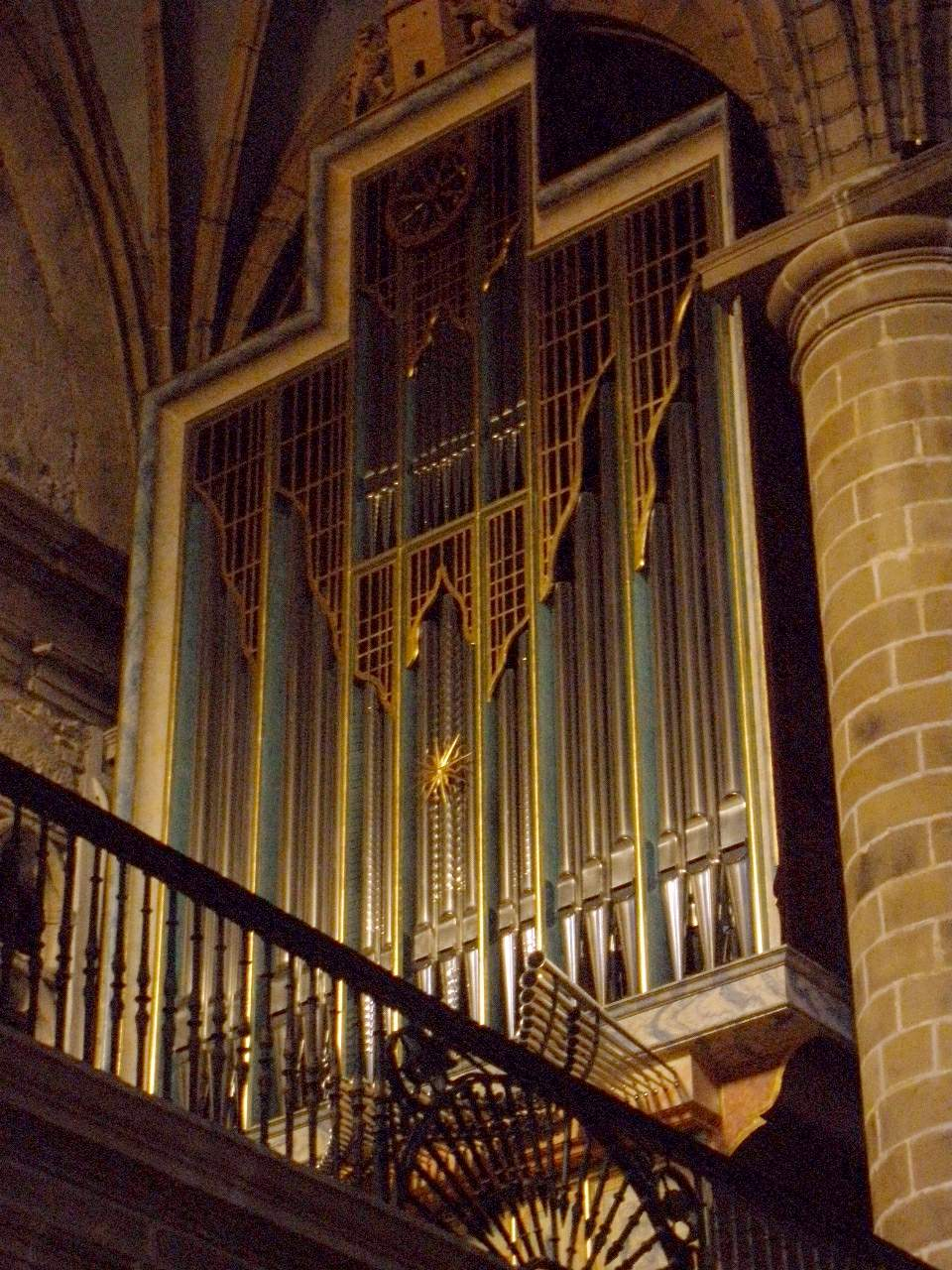
Órgano.

- Número de tubo: 2,343 cantantes y uno canónigo.
- Teclados: 3 manuales de 56 notas C-g5 de madera de granadillo y boj. Pedalero de 30 notas de roble y encina.
- Presión de viento 65mm.
- Altura del instrumento 12 m.
- Peso aproximado: 9 TM

- 4996 combinaciones de registros divididas en 4 secciones accesible mediante contraseña.
- 48 pomos de madera de granadillo grabados en Euskera para los tiradores de registros.
- Diapasón de 440 hercios a 20 °C
- Temperamento: Boyer-Grenzing